# ロード・ブレアース
ロード・ブレアース（Lord Blears、1923年8月13日 - 2016年3月3日）は、イギリスのマンチェスター出身のプロレスラー、プロレスのプロモーター。本名はジェイムス・ブレアース（James Blears）。PWFでは初代会長を務め、その後は名誉会長となっていた。ロード・ジェイムス・ブレアース（"Lord" James Blears）というリングネームを名乗ったこともある。

## 来歴
渡米前は水泳選手で、戦争で中止となった1940年東京オリンピックにイギリスの水泳代表として出場が予定されていた。地元のYMCAでレスリングを学んだ後に渡米。父エドウィン・ブレア―スは正当なロード（卿）であり、ブレア―ス自身、正真正銘の英国貴族である。ハワイを中心にタッグマッチの名手として活躍し、太平洋沿岸タッグ選手権などを何度も獲得している（パートナーの中には若き日のニック・ボックウィンクルもいる）ほか、NWAハワイ・ヘビー級王座にもついたことがある。アメリカ武者修行時代のアントニオ猪木とハワイでタッグを組んだこともある。
1959年、日本プロレスのワールドリーグ戦にイギリス代表として初来日。1961年には覆面レスラーのミスターXとして再来日している。得意技はレッグストレッチ。現役での来日はこの二回だけに終わったが、ハワイでプロモーターとして活躍（キング・イヤウケアとドン・ムラコはブレアースにスカウトされてプロレスに入った）していたことから日本との関係が出来る。ジャイアント馬場が遠征でたびたびハワイを訪れプライベートでもハワイがお気に入りであった関係で馬場との関係が出来、馬場が全日本プロレスを旗揚げした後で創設された太平洋岸レスリング連盟（PWF）の会長に擁立されたのである。これにより、たびたび日本を訪れてタイトルマッチやリーグ戦の立会人を務めることになった。ハワイのPWF本部は実質的にはブレアースの自邸に置かれていた。
1974年の馬場NWA世界ヘビー級王座奪取、1975年のオープン選手権、1977年の世界オープンタッグ選手権、1984年のジャンボ鶴田のAWA世界ヘビー級王座奪取、1985年のAWA・NWAダブル世界ヘビー級タイトルマッチ、1988年のブルーザー・ブロディ涙のインター・ヘビー奪還など、全日本の歴史に残る多くのビッグマッチでブレアースの姿が見られ、「コンバンワ」「サンキュードーモアリガトゴザイマシタ」と片言の日本語を交えたタイトルマッチ宣言はファンにもお馴染みの存在であった。
1979年のプロレス夢のオールスター戦では、新日本プロレス・国際プロレスが擁立したコミッショナーの元内閣官房長官・衆議院議員二階堂進（のちの自由民主党副総裁）に対する全日本側のコミッショナー格として登場、馬場・猪木・二階堂との記念写真も残っている。これは、二階堂の擁立が馬場に何の相談もなく行われたため全日本が二階堂コミッショナーを承認しておらず、「二階堂・馬場・猪木という組み合わせの写真撮影には応じられない、ブレアースを入れるように」と馬場が主催者に通告していたためである。
年とともに来日回数は減っていったが、それでも毎年の世界最強タッグ決定リーグ戦の開会宣言はブレアースの役目であった。1998年・1999年の東京ドーム大会にも登場している。三沢光晴らの大量離脱後の2001年1月、高齢のためスタン・ハンセンに会長職を譲り、名誉会長に退いた。
アメリカでは1980年頃までNWA傘下でハワイのプロモーターとして活躍する一方、AWAのバーン・ガニアとも友好関係にあった。馬場とガニアの友好関係を橋渡ししたのはブレアースだといわれている。レフェリーとしてニック・ボックウィンクルVSハルク・ホーガンのAWA世界ヘビー級選手権試合、リック・フレアーVSジャンボ鶴田のNWA世界ヘビー級選手権試合を裁いたこともある。
2016年3月3日、死去。92歳没。全日本プロレスではPWF初代会長を務めたブレアースの逝去を悼み、3月12日の『2016 ドリームパワーシリーズ』開幕戦（後楽園ホール）の試合開始に先立ち、追悼の10カウントゴングを鳴らすセレモニーを執り行った。
子息のジェイムス・ブレアース・ジュニアはサーフィンの世界王者になったことがある。